# Темирканов, Борис Хатуевич
Бори́с Хату́евич Темирка́нов (кабард.-черк. Темыркъан Хьэту и къуэ Борис; 6 апреля 1937, Зарагиж, Кабардино-Балкарская АССР — 25 октября 2018, Санкт-Петербург, Россия) — советский и российский дирижёр и композитор, старший брат Юрия Темирканова (1938—2023). Народный артист Российской Федерации (1996), председатель союза композиторов Кабардино-Балкарской Республики.

## Биография
Борис Темирканов родился 6 апреля 1937 года в селе Зарагиж. Получил начальное музыкальное образование в музыкальной школе Нальчика, куда они с младшим братом Юрием были приняты в августе 1946 года. Там он занимался на виолончели в классе Николая Яковлевича Лобач-Жученко. Первое его публичное выступление состоялось 1 сентября 1951 года в республиканском драматическом театре в составе трио, в котором партию скрипки исполнял Юрий Темирканов. После окончания музыкальной школы Борис, в отличие от уехавшего в Ленинград брата, продолжил обучение в Орджоникидзе (ныне Владикавказ). Затем он окончил Саратовскую консерваторию.
Вернувшись в Нальчик после окончания консерватории, Борис Темирканов играл на виолончели в местном оркестре. В это же время он начал заниматься композицией и дирижированием. В середине 1970-х годов он в течение года проходил стажировку в Ленинграде. За это время он продирижировал несколькими спектаклями в театре оперы и балета им. М. П. Мусоргского. Вернувшись в Нальчик, Темирканов начал дирижировать местным симфоническим оркестром. Первое его выступление в качестве дирижёра этого оркестра состоялось 13 апреля 1975 года. Позже он начал гастролировать, управляя оркестрами разных городов России.
На протяжении многих лет Борис Темирканов был главным дирижёром симфонического оркестра Кабардино-Балкарской государственной филармонии. Он — автор первых сочинений для кабардинской гармоники в сопровождении симфонического оркестра. До августа 1991 года Темирканов занимал пост министра культуры Кабардино-Балкарии.
Скончался Б. Х. Темирканов 25 октября 2018 года в Санкт-Петербурге на 82-м году жизни. Похоронен 27 октября 2018 года на Мусульманском кладбище в Нальчике.

## Награды и звания
- Заслуженный артист РСФСР (31.08.1981)
- Народный артист Российской Федерации (09.03.1996)[5]
- Орден Дружбы народов
- Народный артист Кабардино-Балкарской Республики
- Народный артист Калмыцкой Республики
- Лауреат Государственной премии КБР
- Орден «За заслуги перед Кабардино-Балкарской Республикой» (6 апреля 2017 года) — за выдающиеся заслуги в развитии музыкального искусства[6]

## Произведения
- Фантазия-экспромт для струнного квартета (1962)
- Каприччио для симфонического оркестра (1968)
- Сюита для виолончели с оркестром в трех частях (1967)
- Токката для виолончели и фортепиано (1966)
- «Горский танец» — песня для хора с симфоническим оркестром на слова Кайсына Кулиева (1970)
- «Эхо гор» — песня для хора и симфонического оркестра на слова Бориса Темирканова (1969)
- Кантата «Триптих эпохи», сл. Инны Кашежевой для двух солистов (меццо-сопрано и бас), чтеца, смешанного хора и симфонического оркестра (1982)
- «Лирическая» — песня для сопрано в сопровождении оркестра на слова Зубера Тхагазитова (1970)
- «Шикапшина» — песня для тенора в сопровождении симфонического оркестра на слова Мугаза Кештова (1971)
- «Кабардинский напев» для сопрано в сопровождении симфонического оркестра на слова Психамихова (1970)
- «Жду тебя» — песня для баса в сопровождении симфонического оркестра на слова Зубера Тхагазитова (1971)
- Сюита для симфонического оркестра (1983)
- Вариации для симфонического оркестра (1984)
- «Кантата» по поэме Танзили Зумакуловой «Вся моя надежда на тебя» (для меццо-сопрано, баса, хора и чтеца с симфоническим оркестром) (1984)
- Пьесы для симфонического оркестра и национальной гармоники на темы музыки народов Кавказа (1989)